# Brás Cubas (Mogi das Cruzes)
Brás Cubas é um distrito do município brasileiro de Mogi das Cruzes, que integra a Região Metropolitana de São Paulo. Já foi sede de município entre os anos de 1964 e 1970.

## História

### Origem
O povoado que deu origem ao distrito se desenvolveu ao redor da estação ferroviária, inaugurada pela Estrada de Ferro Central do Brasil em 16/09/1929.

### Formação administrativa
- Distrito criado pela Lei n° 2.456 de 30/12/1953, com o povoado de mesmo nome e território desmembrado do distrito sede de Mogi das Cruzes.[5][6]
- Decreto nº 23.534 de 10/08/1954 - Cria a 1.ª subdelegacia de polícia do distrito de Brás Cubas, no município de Mogi das Cruzes[7].
- A Lei n° 8.092 de 28/02/1964 cria o município de Brás Cubas, incluindo em seu território o distrito de Jundiapeba.[8][9]
- O Decreto-Lei nº 226 de 17/04/1970 reconduz o município à condição de distrito, incorporando-o ao município de Mogi das Cruzes.[10]

## Geografia

### Demografia

#### População urbana
| Crescimento população urbana | Crescimento população urbana | Crescimento população urbana | Crescimento população urbana |
| Censo                        | Pop.                         |                              | %±                           |
| ---------------------------- | ---------------------------- | ---------------------------- | ---------------------------- |
| 1960                         | 4 561                        |                              | —                            |
| 1970                         | 12 332                       |                              | 170,4%                       |
| 1980                         | 34 112                       |                              | 176,6%                       |
| 1991                         | 65 190                       |                              | 91,1%                        |
| 2000                         | 91 058                       |                              | 39,7%                        |
| 2010                         | 104 384                      |                              | 14,6%                        |
| Fonte: IBGE e Fundação SEADE |                              |                              |                              |

#### População total
Pelo Censo 2010 (IBGE) a população total do distrito era de 104 937 habitantes.

### Área territorial
A área territorial do distrito é de 38,523 km².

## Infraestrutura

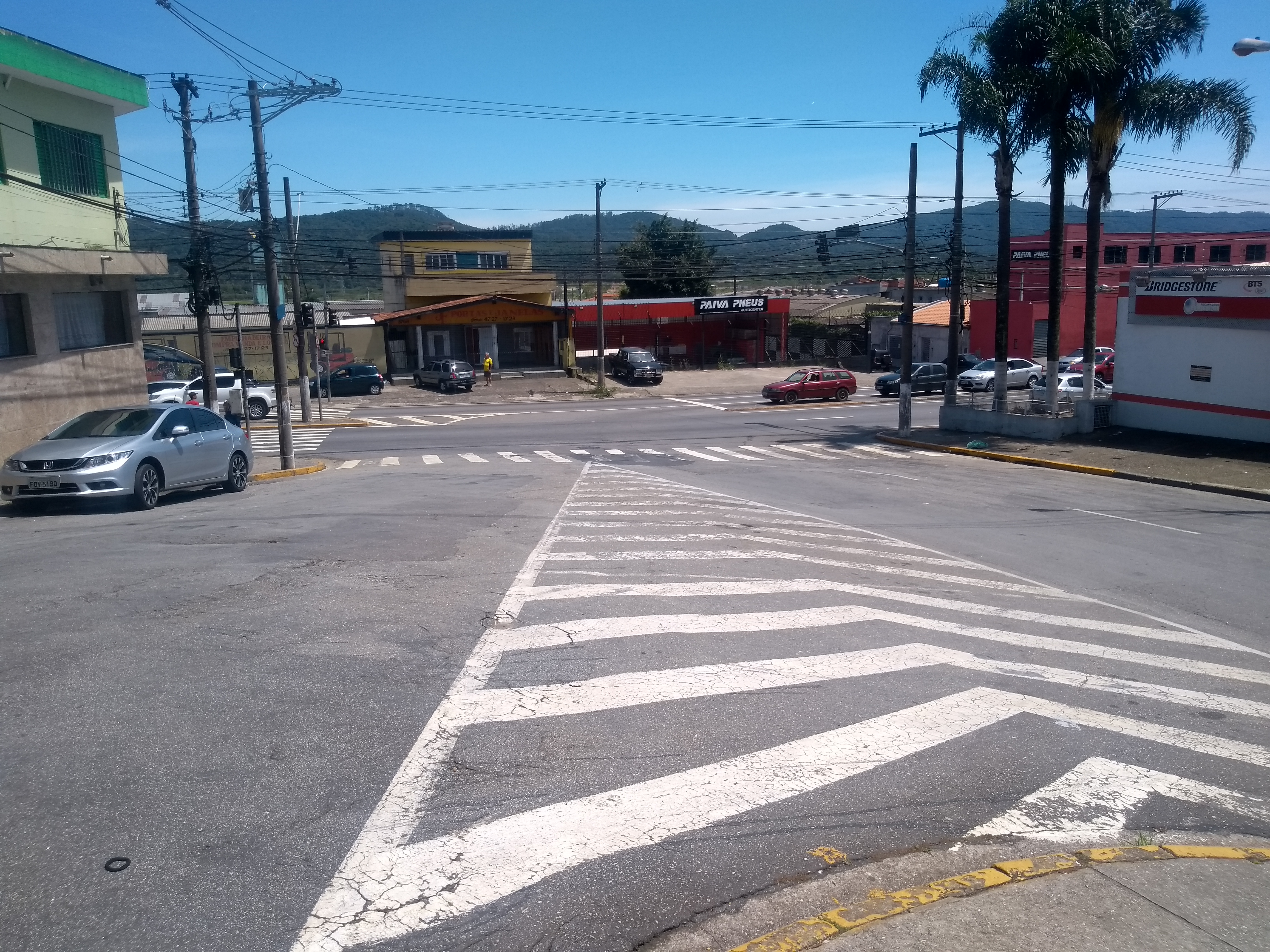
Av. Dr. Roberto Nobuo Sato (à direita) com a R. Dr. João Antonio Rodrigues De Moraes (à esquerda) e Av. Francisco Ferreira Lopes - SP-66 (ao centro). Ao fundo a Serra do Itapeti.

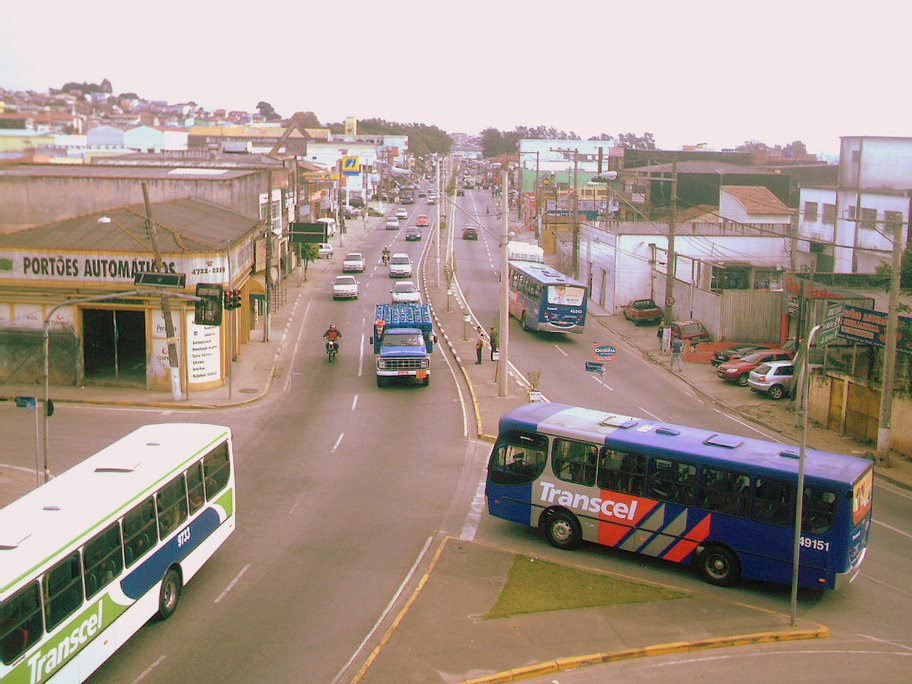
SP-66 em Brás Cubas.

A estação ferroviária do distrito é integrante da Linha 11 do Trem Metropolitano de São Paulo. No distrito existem bancos como o Bradesco, delegacia, escolas (públicas e particulares) e um centro comercial próximo à estação. Conta com um novo fórum que facilita a situação para aqueles que precisam recorrer à justiça.
No futuro contará com um parque industrial, que ficará na divisa entre Brás Cubas e Jundiapeba. O parque será formado em maior parte a partir de terrenos que foram doados pela prefeitura no passado para a construção de novas indústrias, mas que não foram devidamente aproveitados pelas empresas, e por isso serão devolvidos para a administração municipal. A previsão inicial e que esse parque seja formado em 2010.
Além disso, depois de 50 anos de promessas, foi construído o Hospital Municipal de Brás Cubas. Esse hospital oferece serviços complementares que não são oferecidos em outros hospitais públicos do município. O terreno utilizado para a construção do prédio possui cerca de 10640 metros quadrados, e pertenceu à Prefeitura de Mogi das Cruzes até 5 de junho de 1959, quando foi adquirido pelo Governo Federal para que fosse construída a sede da patrulha motomecanizada do Ministério da Agricultura, Pecuária e Abastecimento. Com o passar dos anos o imóvel foi subutilizado, e depois de um acordo entre as partes, o terreno voltou para a administração municipal.

### Sistema viário
- Avenida Francisco Ferreira Lopes (nome do trecho da SP-66 que corta o distrito);
- Rodovia Mogi-Bertioga (SP-98);
- Avenida Japão (que liga a parte sul do distrito até o centro de Mogi das Cruzes);
- Via Perimetral (via axial que liga a Rodovia Ayrton Senna da Silva ou SP-70 até o perímetro urbano de Mogi das Cruzes).

Além das vias citadas acima, está em construção uma nova avenida, que foi batizada como Avenida das Orquídeas, também conhecida como Corredor Leste-Oeste. Esta nova via criará uma ligação direta entre a Vila Industrial, bairro localizado próximo ao Centro de Mogi das Cruzes, e o Rodoanel Mário Covas, por meio da duplicação de trechos das Avenidas Guilherme Giorgi e Tenente Onofre Rodrigues de Aguiar, e da abertura de uma nova via ligando os distritos de Brás Cubas e Jundiapeba. Será construída uma ponte sobre o Rio Taiaçupeba. Essa via será uma alternativa ao trânsito da Rodovia Henrique Eroles, que se encontra saturado. Estima-se que essa via receberá cerca de 20 mil veículos por dia.

### Saneamento
O serviço de abastecimento de água é feito pela Companhia de Saneamento Básico do Estado de São Paulo (SABESP).

### Energia
A responsável pelo abastecimento de energia elétrica é a EDP São Paulo, antiga Bandeirante Energia.

### Telecomunicações
O distrito era atendido pela Companhia Telefônica da Borda do Campo (CTBC), que construiu a central telefônica utilizada até os dias atuais para atender Brás Cubas e o distrito de Jundiapeba. Em 1998 esta empresa foi vendida juntamente com a Telecomunicações de São Paulo (TELESP) para a Telefônica, que em 2012 adotou a marca Vivo para suas operações.

## Religião
O Cristianismo se faz presente no distrito da seguinte forma:

### Igreja Católica
- A igreja faz parte da Diocese de Mogi das Cruzes[25].

### Igrejas Evangélicas
- Assembleia de Deus - O distrito possui congregação da Assembleia de Deus Ministério do Belém, Setor 41 - Mogi das Cruzes[26][27].
- Congregação Cristã no Brasil[28].